# Moudud Ahmed
Moudud Ahmed (Noakhali, 24 de maio de 1940 – Cingapura, 16 de março de 2021) foi um barrister, estadista e político bangladense. Ocupou vários altos cargos políticos no governo de Bangladesh, incluindo vice-primeiro-ministro (1976-1978 e 1987-1988), primeiro-ministro de Bangladesh (1988-1989), vice-presidente de Bangladesh (1989-1990) e Ministro da Lei, da Justiça e dos Assuntos Parlamentares (2001-2006). Ahmed foi um membro do comitê permanente do Partido Nacionalista de Bangladesh (BNP). 
Morreu em 16 de março de 2021 no Mount Elizabeth Hospital em Cingapura.